# Krążałek drobny
Krążałek drobny, krążałek malutki (Punctum pygmaeum) – gatunek małego lądowego ślimaka trzonkoocznego z rodziny Punctidae, wcześniej klasyfikowany w obrębie rodziny Endodontidae. Zasięg jego występowania obejmuje państwo holarktyczne (głównie Europa oraz północna i zachodnia Azja). Jest gatunkiem charakterystycznym dla lasów bukowych na glebach kwaśnych, ale częściej spotykany jest na glebach o wapiennym podłożu. Pionowy zasięg jego występowania sięga 2500 m (w Szwajcarii).

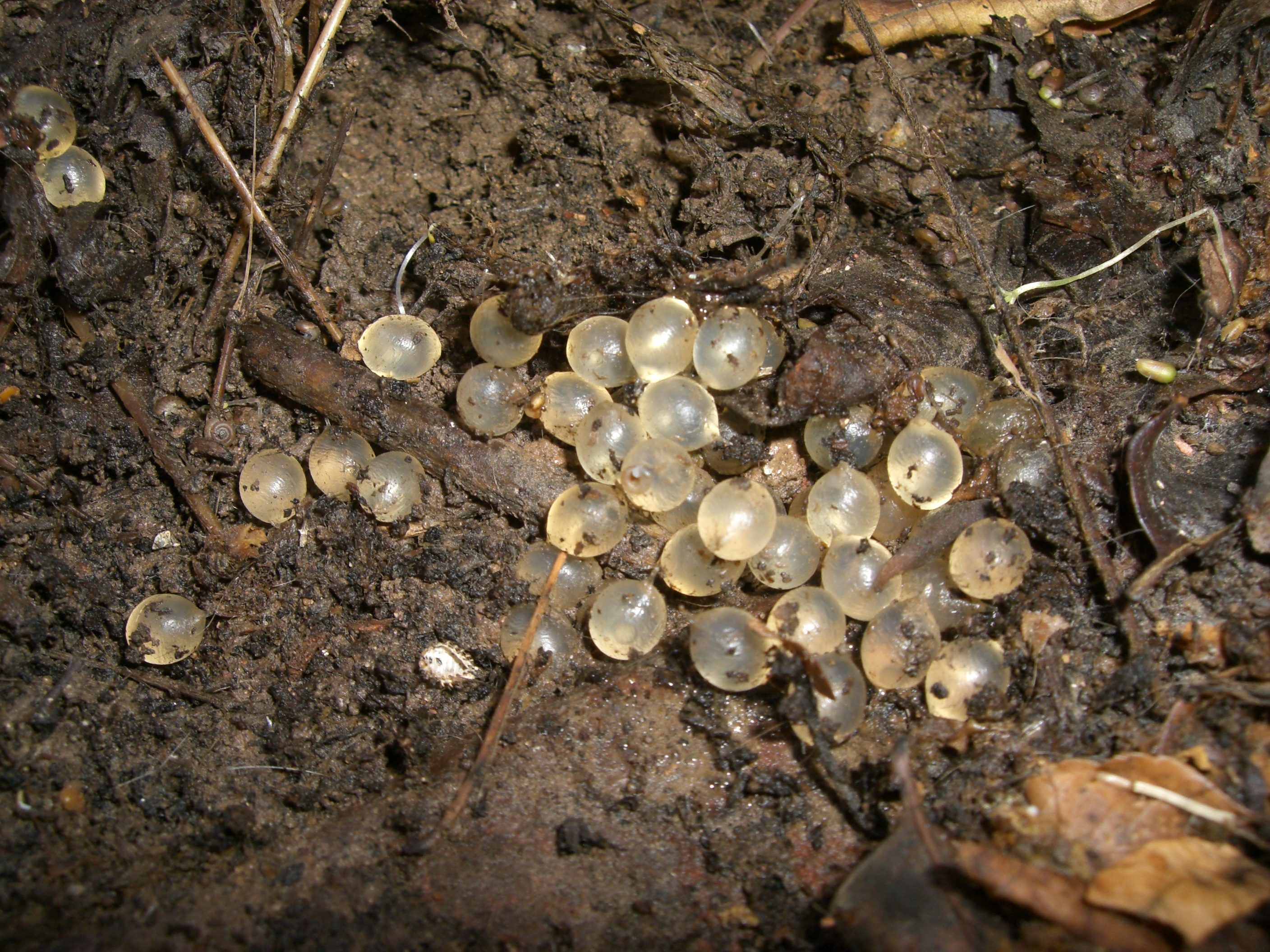
Dorosłe krążałki drobne i ich jaja. W górnej części zdjęcia znajduje się 5 słabo widocznych dorosłych osobników Punctum pygmaeum

Jest jedynym w Polsce przedstawicielem rodziny i jednym z najmniejszych krajowych ślimaków. Na obszarze Polski jest gatunkiem pospolitym, często bardzo licznym, a nawet dominującym. Zasiedla różnorodne siedliska, ale preferuje wilgotne miejsca położone w cieniu, leśną ściółkę lub miejsca pod gnijącym drewnem. Rzadziej spotykany jest na roślinach. Ze względu na małe wymiary łatwo rozprzestrzenia się na przenoszonych przez wiatr opadłych liściach, do których się przyczepia. 
Jego jasnobrązowa muszla ma jedwabisty połysk oraz kształt krążka i jest gęsto, regularnie promieniście żeberkowana. Liczba skrętów wynosi 3,5–4. Skrętka jest nieznacznie wzniesiona, dołek osiowy szeroki (około 25% szerokości muszli), a otwór muszli okrągły – jego brzeg jest cienki i nie jest wywinięty. Wymiary muszli: 1,2–1,6 × 0,6–0,8 mm.
Krążałek drobny jest gatunkiem hermafrodytycznym, może rozmnażać się bez kopulacji z partnerem (udział partnera nie jest konieczny). Jaja o bardzo dużych, w porównaniu z dojrzałymi ślimakami, rozmiarach (0,41–0,50 mm) są składane od maja do września, pojedynczo, w odstępach 2–8 dni. Okres inkubacji wynosi od 1 do 34 dni. Do czasu osiągnięcia dojrzałości płciowej młode rosną bardzo szybko. W ciągu całego życia ślimak składa od 1 do 16 jaj.